# Gwacheon
Gwacheon (Hán Việt:Quả Xuyên) là thành phố thuộc tỉnh tỉnh Gyeonggi, Hàn Quốc. Thành phố có diện tích km2, dân số là hơn người (năm 2008). Thành phố có cự ly  km về phía nam Seoul. Thành phố có  dong (phường).

## Các đơn vị hành chính
Thành phố được chia thành  dong (phường)